# Pansur Natolu
Pansur Natolu is een bestuurslaag in het regentschap Tapanuli Utara van de provincie Noord-Sumatra, Indonesië. Pansur Natolu telt 1230 inwoners (volkstelling 2010).